# Варовцы

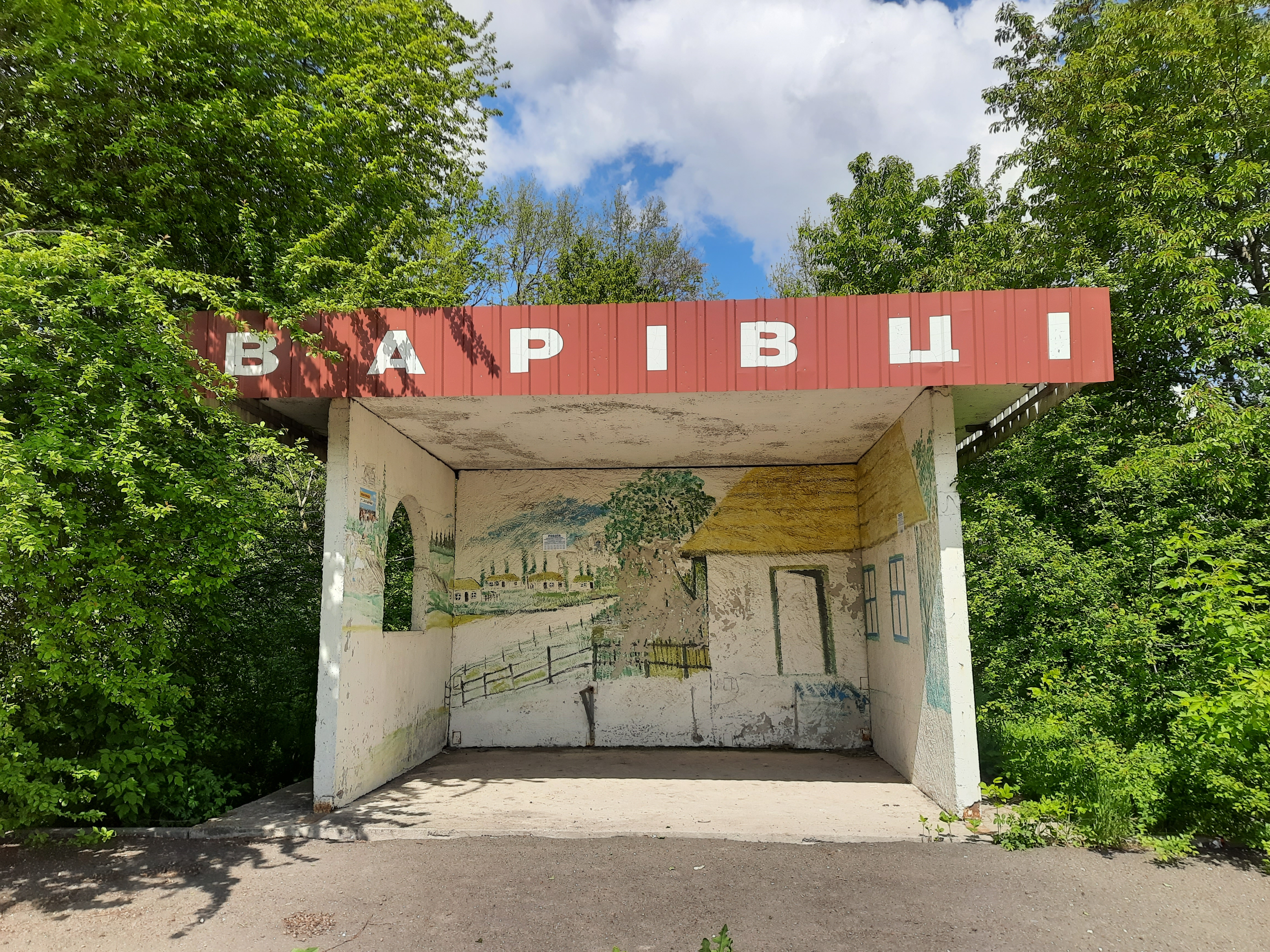
Автобусная Остановка

Варовцы (укр. Варівці) — село в Городокском районе Хмельницкой области Украины.
Население по переписи 2001 года составляло 596 человек. Почтовый индекс — 32020. Телефонный код — 3251. Занимает площадь 2,584 км². Код КОАТУУ — 6821281001.

## История
В XIX веке село Варовцы было в составе Кузьминской волости Проскуровского уезда Подольской губернии.

## Местный совет
32020, Хмельницкая обл., Городокский р-н, с. Варовцы, ул. Победы, 9